# Znovuzrození (Josef Malejovský)
Znovuzrození je bronzová plastika na náměstí Václava Havla vedle ulice Divadelní v Novém Městě v Praze 1. Autorem díla je politik a akademický sochař Josef Malejovský (1914–2003). Plastika je památkově chráněna.

## Popis a historie díla
Znovuzrození vzniklo technikou lití bronzu a bylo instalováno mezi Národním divadlem a Novou scénou Národního divadla na tehdejší piazzettu Národního divadla (dnešní náměstí Václava Havla) v roce 1983. Dílo socialistického realismu, které je umístěno na válcovém soklu, symbolicky ztvárňuje stojící oděnou ženu. Plastika, která patří k Nové scéně Národního divadla, bývá při různých příležitostech také okrášlena.

## Další informace
Plastika je celoročně volně přístupná. Poblíž, na stejném náměstí se nachází ocelová plastika Srdce pro Václava Havla od Kurta Gebauera.

## Galerie

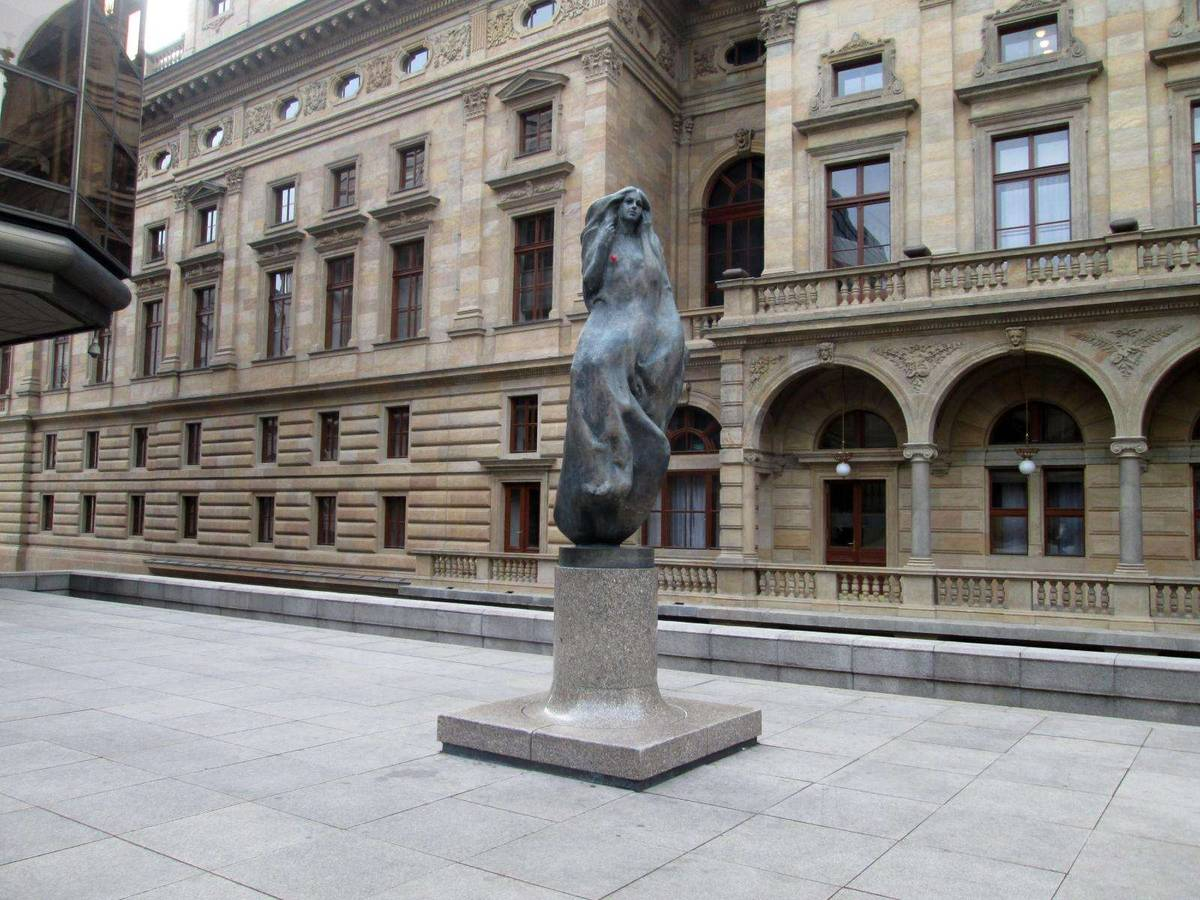
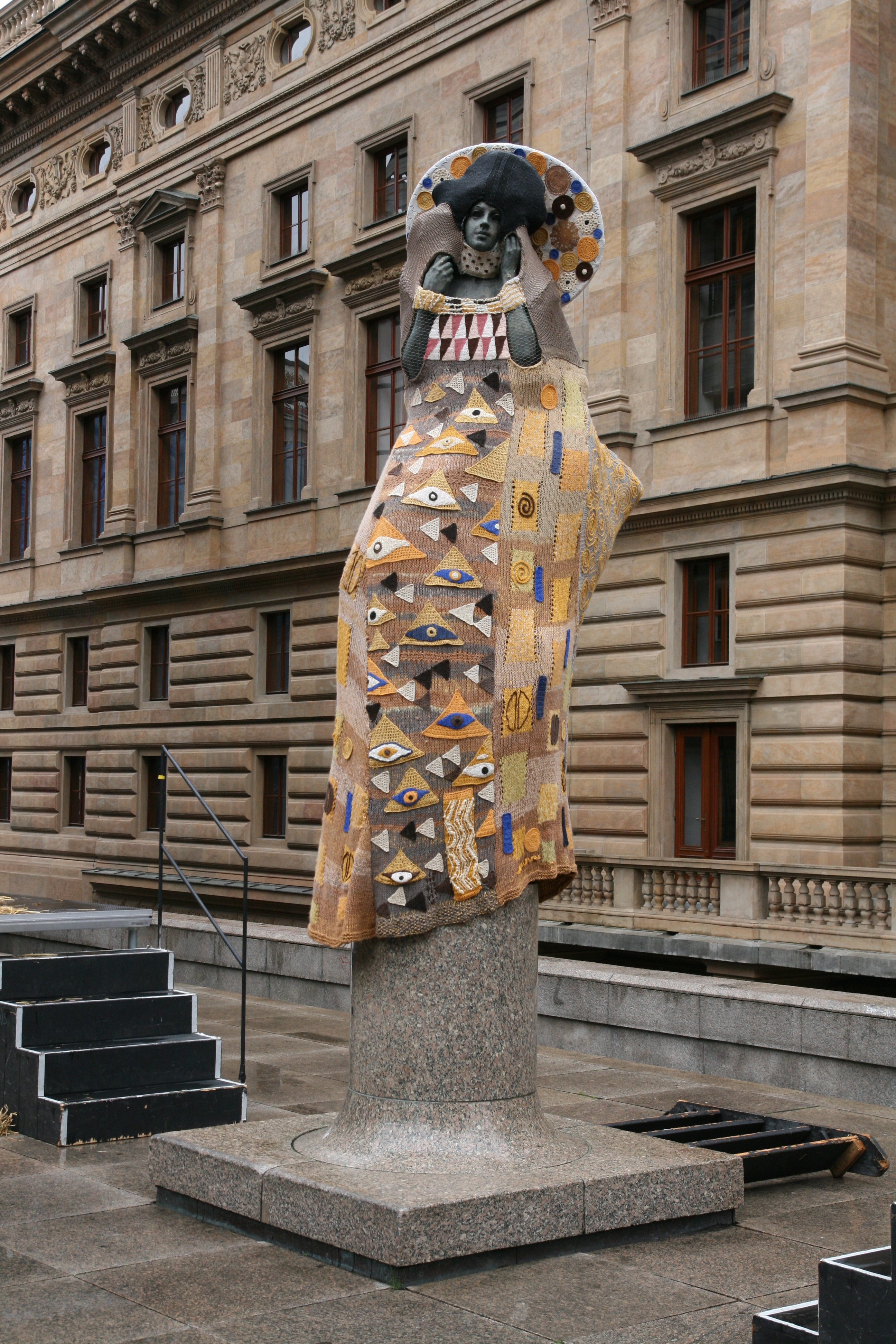
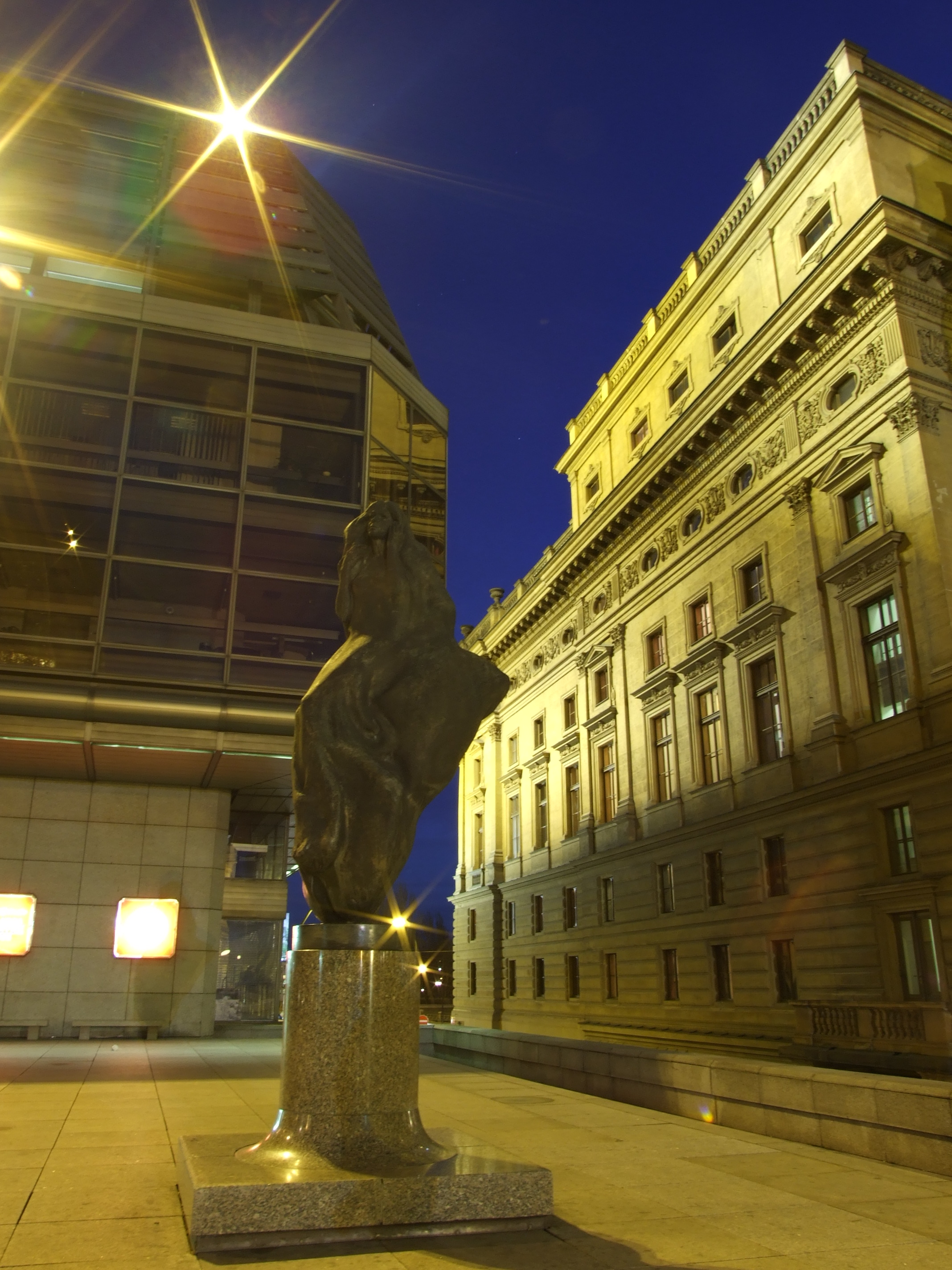
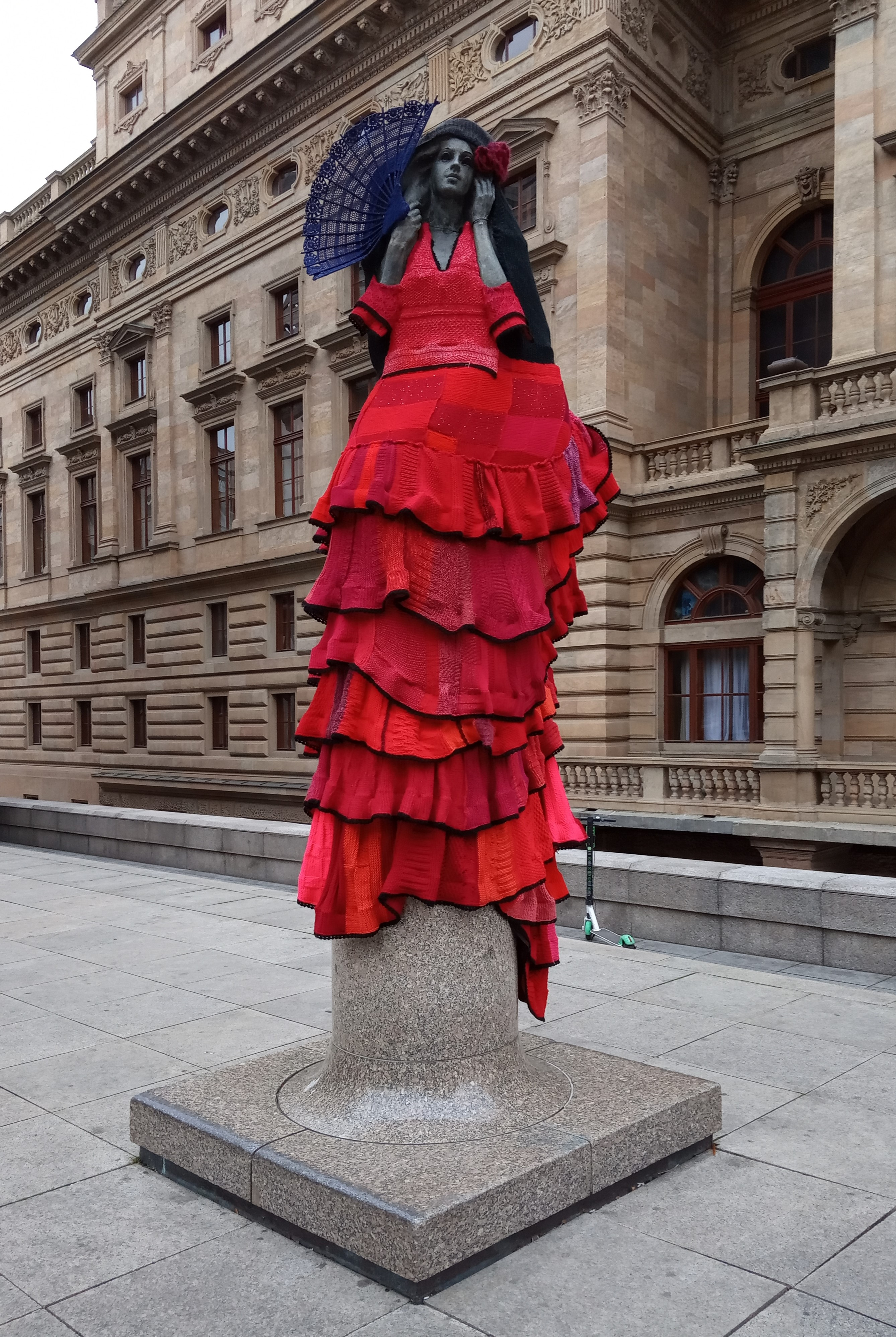
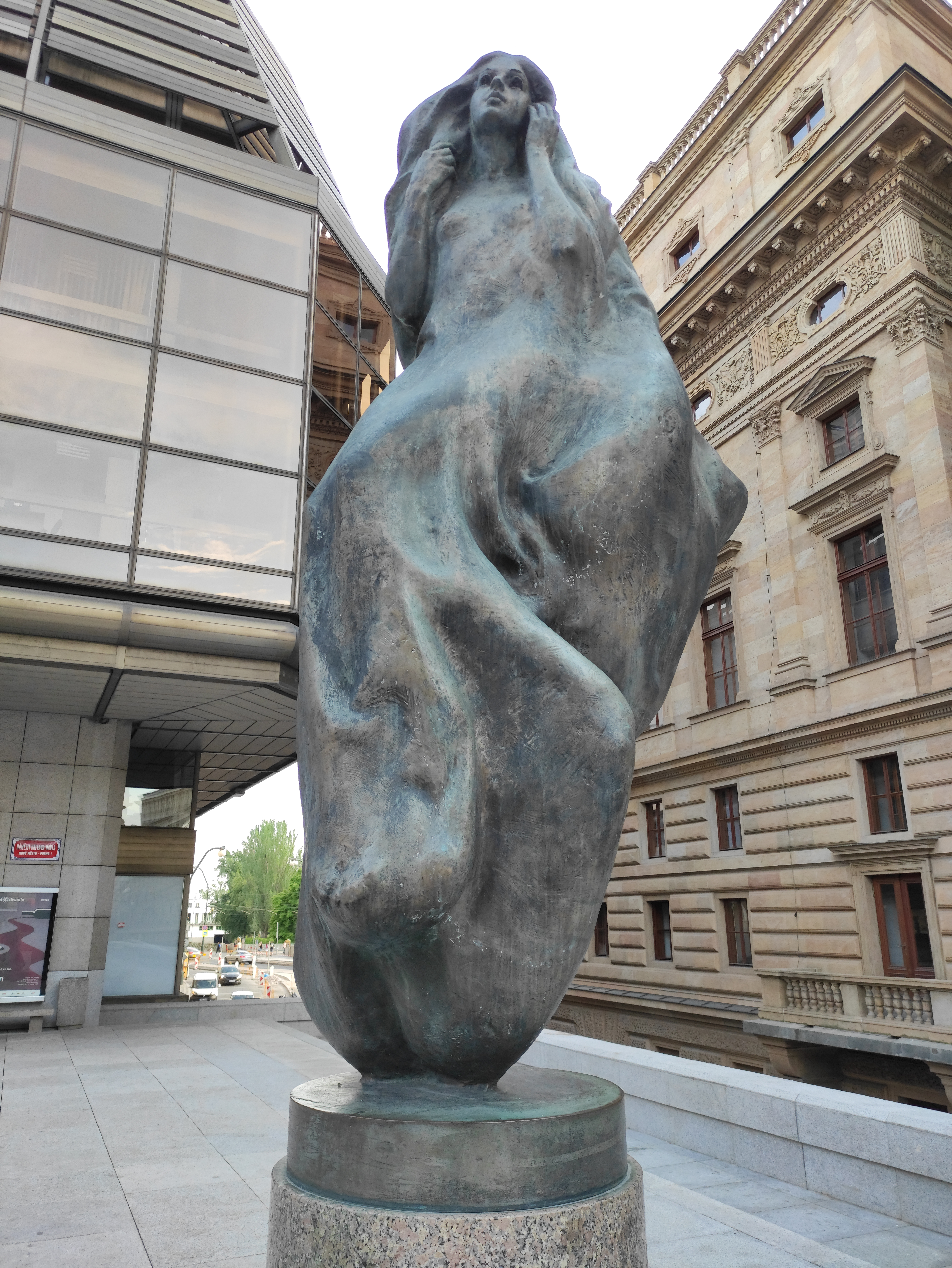
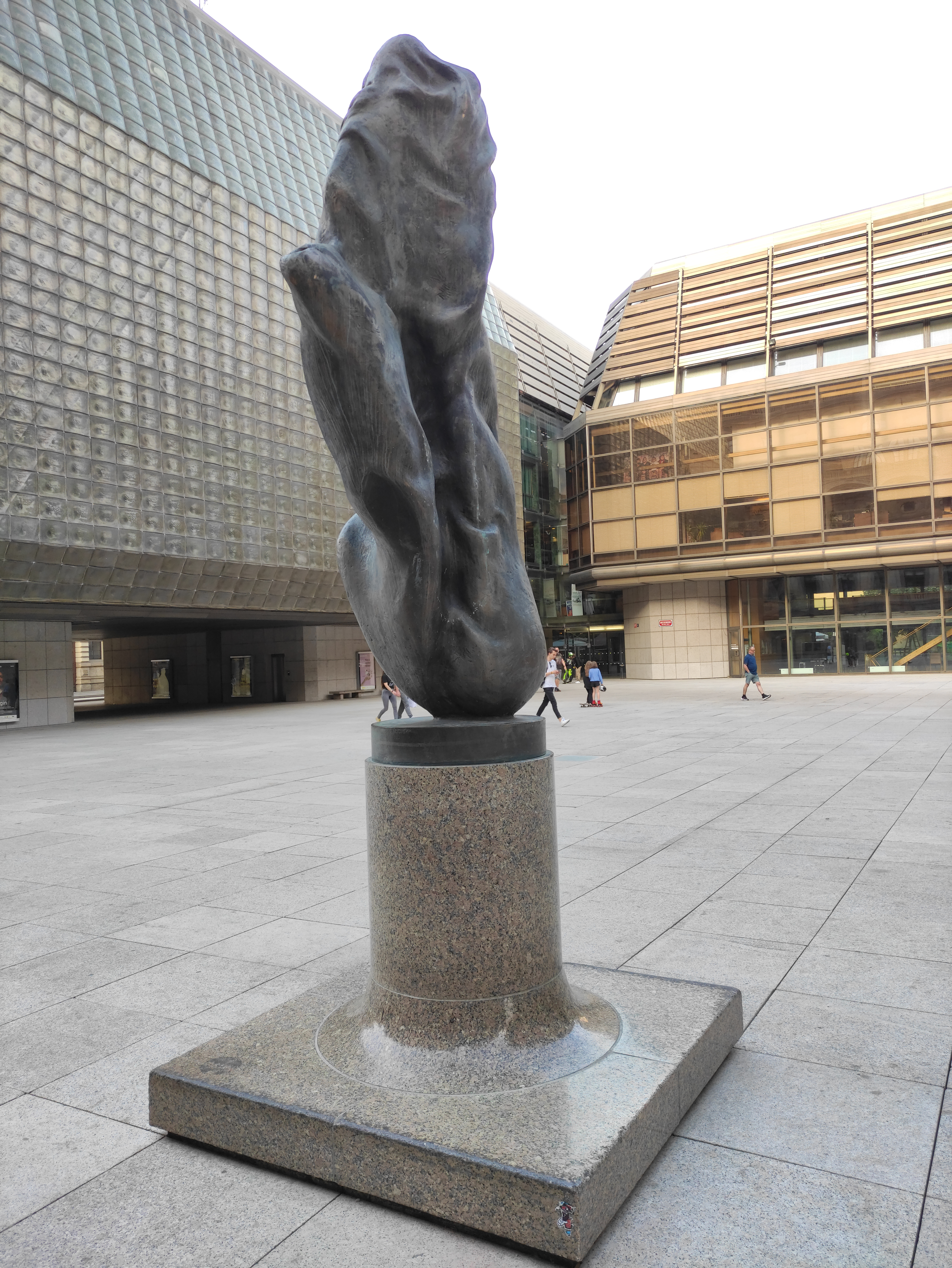